# Another Century's Episode 2
Another Century's Episode 2 (アナザーセンチュリーズエピソード 2?, Anazā Senchurīzu Episōdo Tsu), a volte abbreviato in A.C.E.2, è un videogioco d'azione/sparatutto in terza persona prodotto dalla Banpresto e sviluppato dalla FromSoftware. È il sequel del videogioco Another Century's Episode del 2005. È stato pubblicato per Sony Playstation 2 il 30 marzo 2006.
A.C.E.2 non è un sequel diretto del suo predecessore, in quanto ha una propria trama originale, che riguarda anche eventi già accaduti in A.C.E., benché trattati in modo diverso. Non si tratta di un fatto insolito, dato che in passato la Banpresto aveva utilizzato lo stesso stratagemma nella serie Super Robot Wars, in cui la quasi totalità dei giochi della serie non sono collegati da una trama continuativa, ma sono l'uno il rifacimento o l'aggiornamento dell'altro.
Il 29 novembre 2007, la Banpresto ha pubblicato Another Century's Episode 2 Special Vocal Edition, in seguito alla pubblicazione di Another Century's Episode 3. Rispetto alla prima versione pubblicata, questo titolo contiene le sigle in versione cantata di tutti gli anime presenti.

## Serie presenti nel gioco
- Mobile Suit Gundam: Il contrattacco di Char
- Aura Battler Dunbine
- Blue Comet SPT Layzner
- Brain Powerd
- Metal Armor Dragonar
- Heavy Metal L-Gaim
- Macross
- Macross - Il film
- Mobile Battleship Nadesico
- Mobile Suit Gundam 0083: Stardust Memory
- Mobile Fighter G Gundam
- Gundam Wing Endless Waltz
- Mobile Battleship Nadesico the Movie - Il principe delle tenebre
- Wings of Rean

## Altri titoli della serie
- Another Century's Episode (2005)
- Another Century's Episode 3 (2007)
- Another Century's Episode R (2010)
- Another Century's Episode Portable (2011)